# Ferdinand Gail
Georg Karl Ferdinand Gail (* 19. Juli 1826 in Gießen; † 23. Oktober 1885 ebenda) war ein hessischer Tabakfabrikant sowie Politiker und Abgeordneter der 2. Kammer der Landstände des Großherzogtums Hessen.

## Leben
Ferdinand Gail war der Sohn des Tabakfabrikanten Georg Philipp Gail (1785–1865) und dessen Ehefrau Marie Susanne Johannette, geborene Busch (1791–1841). Ferdinand Gail, der evangelischen Glaubens war, heiratete 1852 Karoline Luise Elisabeth Friederike Auguste Gail, geborene Drescher (1831–1870).
Ferdinand Gail war Tabakfabrikant und Teilhaber der Gail’schen Zigarrenfabrik in Gießen.
Von 1862 bis 1865 gehörte er der Zweiten Kammer der Landstände des Großherzogtums Hessen an. Er wurde für den Wahlbezirk der Stadt Gießen gewählt. Daneben war er Stadtverordneter in Gießen.

## Gailsche Villa

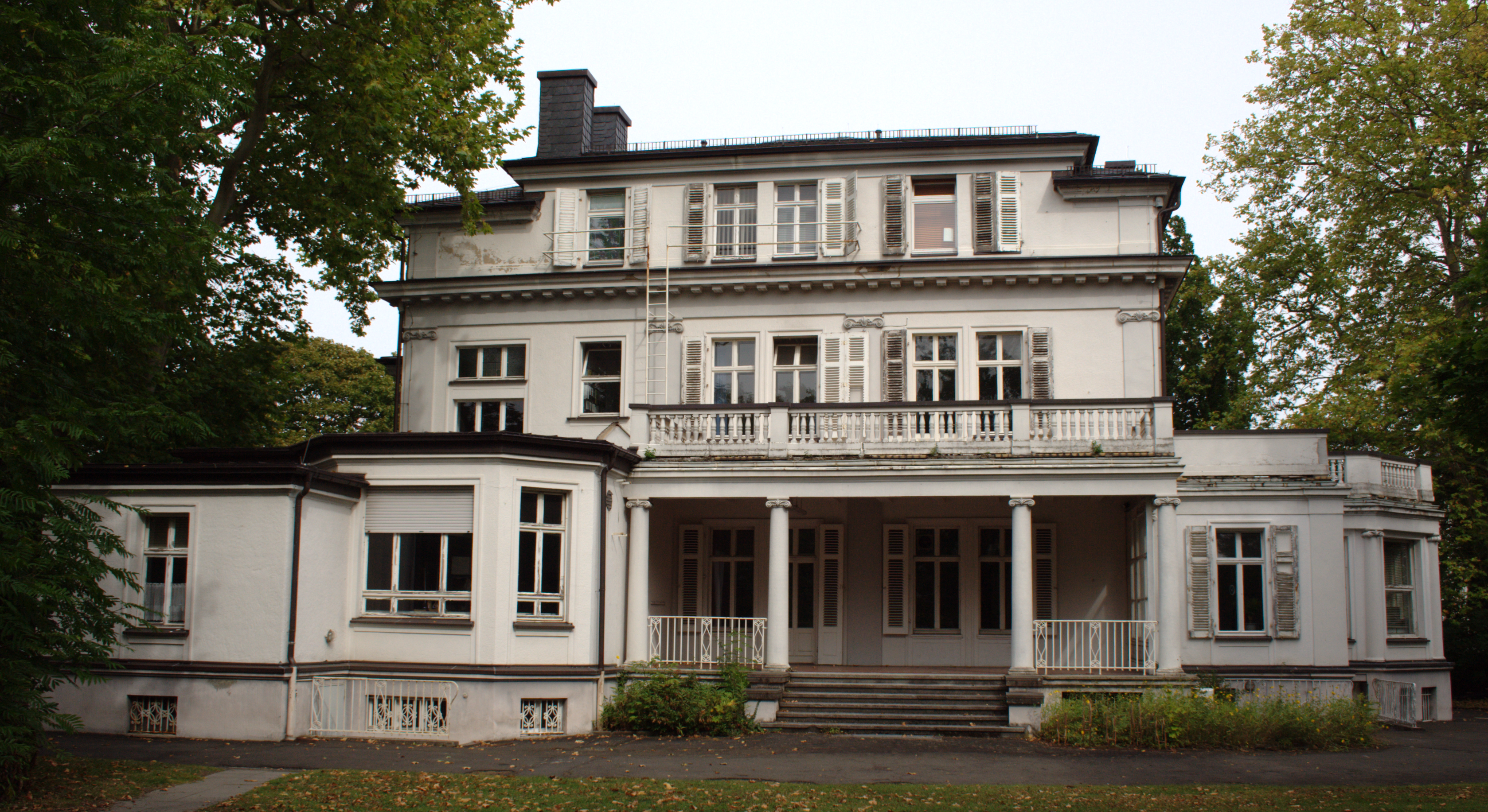
Gailsche Villa

1866 ließ er sich durch den Architekten Hugo von Ritgen die Gailsche Villa in der Wilhelmstraße 16–20 (⊙) in Gießen erbauen. Diese Fabrikantenvilla war während der Besatzungszeit nach dem Ende des Zweiten Weltkriegs Sitz der amerikanischen Militärbehörde. Die Villa wird seit 1956 von der Justus-Liebig-Universität Gießen genutzt und steht unter Denkmalschutz.